# Benjamin Weger
Benjamin Weger (Brig, 5 oktober 1989) is een Zwitsers biatleet. Hij vertegenwoordigde zijn vaderland op de Olympische Winterspelen 2010 in Vancouver en op de Olympische Winterspelen 2014 in Sotsji.

## Carrière
Weger maakte zijn wereldbekerdebuut in het seizoen 2008/2009. In 2010 nam Weger een eerste keer deel aan de olympische winterspelen. Hij eindigde 55e in het individuele nummer en 69e in de sprint. Ook in 2014 nam Weger deel aan de Olympische Winterspelen. Dit keer eindigde hij 48e op 20 km individueel en 63e op de 10 km sprint.

## Resultaten

### Olympische Spelen
| Jaar | Plaats    | Resultaten                                                    |
| ---- | --------- | ------------------------------------------------------------- |
| 2010 | Vancouver | 9e 4×7,5 km estafette 55e 20 km individueel 69e 10 km sprint  |
| 2014 | Sotsji    | 14e 4×7,5 km estafette 48e 20 km individueel 63e 10 km sprint |

### Wereldkampioenschappen
| Jaar | Plaats           | Resultaten |
| ---- | ---------------- | --- |
| 2010 | Chanty-Mansiejsk | 13e gemengde estafette |
| 2011 | Chanty-Mansiejsk | 17e 4x7,5 km estafette 33e 12,5 km achtervolging 34e 20 km individueel 52e 10 km sprint                                             |
| 2012 | Ruhpolding       | 7e 4x7,5 km estafette 10e gemengde estafette 16e 12,5 km achtervolging 36e 10 km sprint 41e 20 km individueel DNF 15 km massastart  |
| 2013 | Nové Město       | 12e gemengde estafette 19e 20 km individueel 25e 10 km sprint 27e 15 km massastart 35e 12,5 km achtervolging LPD 4x7,5 km estafette |
| 2015 | Kontiolahti      | 7e 4x7,5 km estafette 13e 10 km sprint 13e gemengde estafette 29e 15 km massastart 30e 20 km individueel 33e 12,5 km achtervolging  |

### Wereldbeker
Eindklasseringen
| Seizoen   | Algemeen | Individueel | Sprint | Achtervolging | Massastart |
| --------- | -------- | ----------- | ------ | ------------- | ---------- |
| 2009/2010 | 58e      | -           | 54e    | 58e           | -          |
| 2010/2011 | 39e      | 24e         | 40e    | 51e           | 46e        |
| 2011/2012 | 18e      | 54e         | 15e    | 7e            | 25e        |
| 2012/2013 | 41e      | 48e         | 36e    | 41e           | 44e        |
| 2013/2014 | 37e      | 51e         | 39e    | 33e           | 41e        |
| 2014/2015 | 17e      | 12e         | 10e    | 23e           | 27e        |